# Mercury MA-6

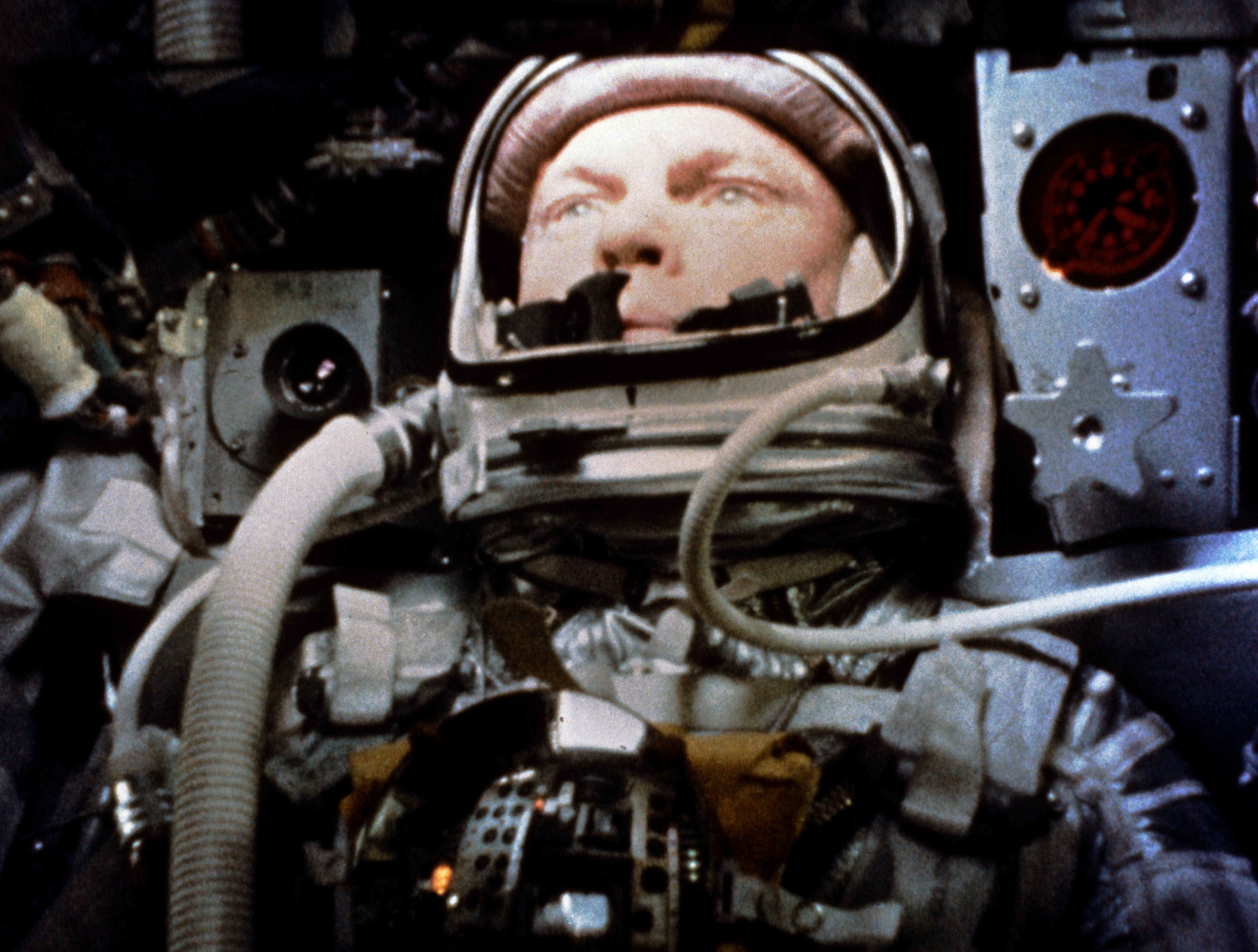
John Glenn in de Mercury MA-6

Mercury MA-6 is de derde bemande ruimtevlucht in het kader van het Amerikaanse Mercury-programma. De capsule genaamd Friendship 7 met aan boord John Glenn werd gelanceerd met een Atlasraket, gadegeslagen door 100 miljoen televisiekijkers in de Verenigde Staten.
Het is een hardnekkig misverstand dat John Glenn tijdens deze vlucht de eerste Amerikaan in de ruimte werd. Omdat hij de eerste Amerikaan in een baan om de aarde was, veronderstelt men vaak per vergissing dat hij tevens de eerste Amerikaan in de ruimte was. Vóór John Glenn hebben echter de Amerikanen Alan Shepard en Virgil Grissom al in de ruimte gevlogen, elk tijdens een korte ballistische vlucht, dus niet in een baan om de aarde. 
Glenn landde na 3 maal om de aarde te zijn gevlogen met een snelheid van 28.000 km per uur, op een hoogte van 159 tot 265 km boven het aardoppervlak. Deze vlucht bewees dat bijna vijf uur gewichtloosheid geen nadelige medische gevolgen had.
vluchtgegevens:
- lancering:
  - tijd: 20 februari 1962 14:47 GMT
  - plaats: Cape Canaveral Air Force Station, Verenigde Staten (lanceercomplex LC-14)
- landing:
  - tijd: 20 februari 1962 19:43 GMT
  - plaats: ten NW van Puerto Rico nabij Grand Turk Island, 1300 km ZO van Bermuda, Atlantische Oceaan
- duur van de vlucht: 0,205 dagen (0 dagen 4 uur 55 min.)
- bemanning: John Glenn (1e vlucht van 2 ruimtevluchten)

## Cecilia "Cece" Bibby en John Glenn'sFriendship 7
De sierletters op de buitenkant van John Glenn's capsule (Friendship 7) werden aangebracht door de kunstenares Cecilia "Cece" Bibby. John Glenn had indertijd moeite ondervonden om NASA te overtuigen dat ook een vrouw in staat was om een bijdrage te leveren aan een ruimtevaartproject.